# HJ-12

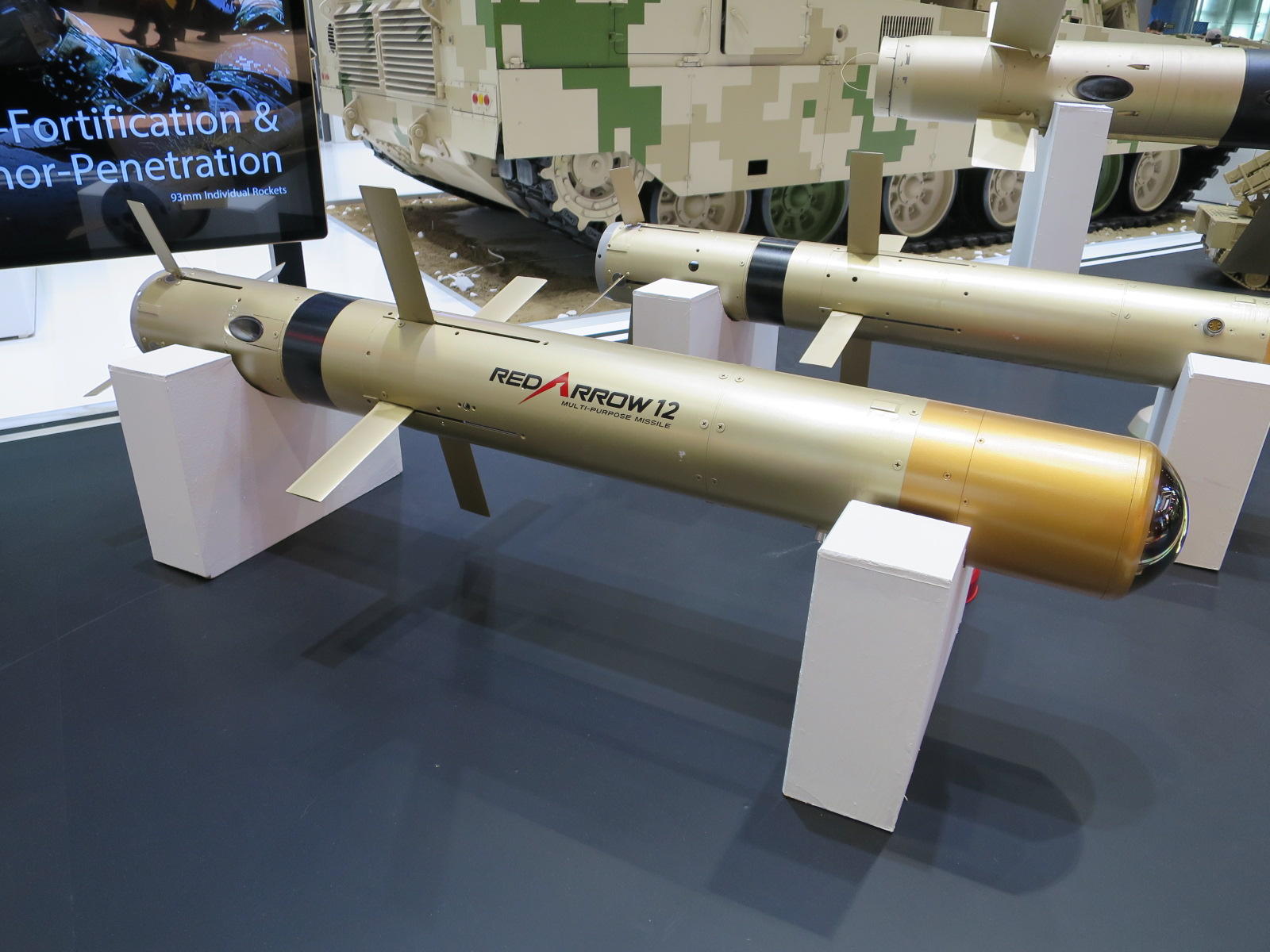
HJ-12 미사일

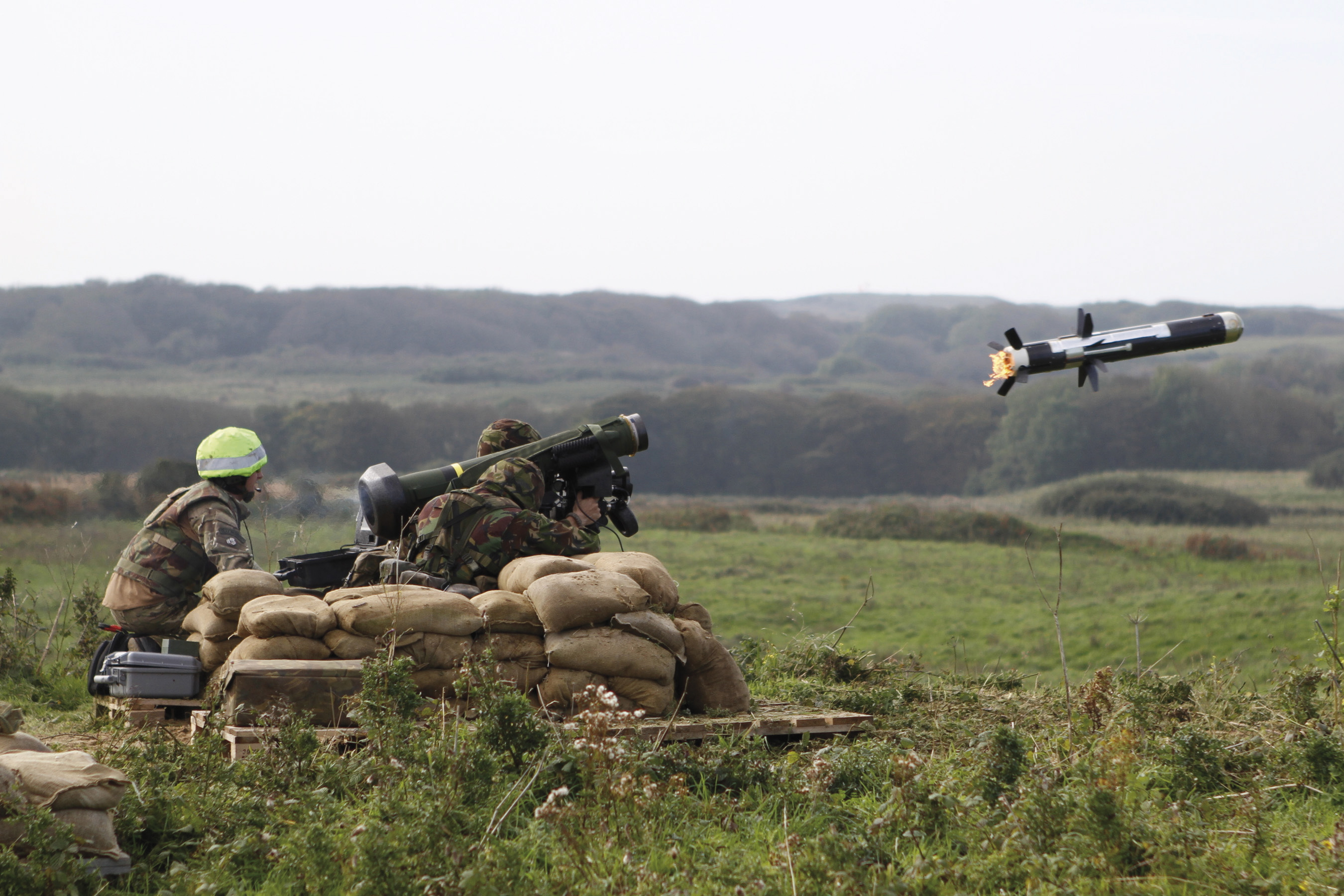
미국 FGM-148 재블린 미사일

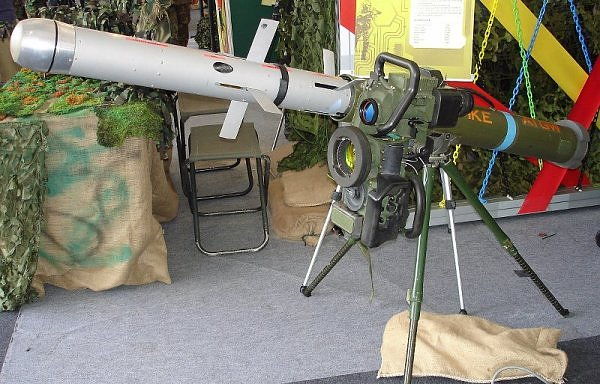
이스라엘 스파이크-LR 미사일

HJ-12는 중국의 휴대용 대전차 미사일이다.

## 역사
HJ-12는 2014년 프랑스에서 열린 유로사토리 2014 전시회에서 최초로 공개되었다.
HJ-12는 China North Industries Corporation (NORINCO)에서 개발한 현대식 3세대 대전차 미사일이다. HJ-12는 LOBL (Lock-On Before Launch)을 활용한 파이어 앤 포겟 시스템이며 소프트 발사 시스템으로 인해 건물 및 벙커 내에서 발사 할 수 있다. 일단 발사되면 자동으로 목표물에 유도되기 때문에, 사수는 즉시 엄폐하거나 재장전하여 다른 목표물과 교전할 수 있다. 탄두는 폭발성 반응 장갑을 관통한 후 최대 1,100mm (43 인치, RHA) 관통 능력을 가진 탠덤 탄두를 사용한다. 비장갑 지점 표적, 벙커 및 요새를 공격할 때는, 미사일에 고폭탄 또는 열 효과 탄두를 장착 할 수 있다. 적의 전차와 장갑차에 발사하는 경우, HJ-12는 목표물의 상단인 더 취약한 지점을 파괴한다.
HJ-12는 중국 최초의 휴대용 대전차 미사일로서, 인민 해방군 지상군이 보다 현대적인 군대가 되게 하였다.

## 비교
- FGM-148 재블린,  미국, 무게 22 kg, 파이어 앤 포겟, 생산 1996년
- 스파이크-LR,  이스라엘, 무게 22 kg, 파이어 앤 포겟, 생산 1997년
- HJ-12,  중국, 무게 22 kg, 파이어 앤 포겟, 생산 2014년
- 현궁,  대한민국, 무게 17 kg, 파이어 앤 포겟, 생산 2017년

## 사용국가
- 중국
- 알제리
- 이집트
- 나이지리아

## 제원
- 무게: 22 kg (49 lb), 발사관과 미사일
- 발사관 길이: 1,250 mm (49 in)
- 발사관 직경: 170 mm (6.7 in)
- 미사일 무게: 17 kg (37 lb)
- 미사일 길이: 1,050 mm (41 in)
- 미사일 직경: 127 mm (5.0 in)
- 최대사거리: 야간 2 km, 주간 4 km
- 유도방식: 적외선유도, TV 카메라 유도

## 같이 보기
- 현궁
- HJ-10 - 중국판 헬파이어